# Erdőd (Horvátország)

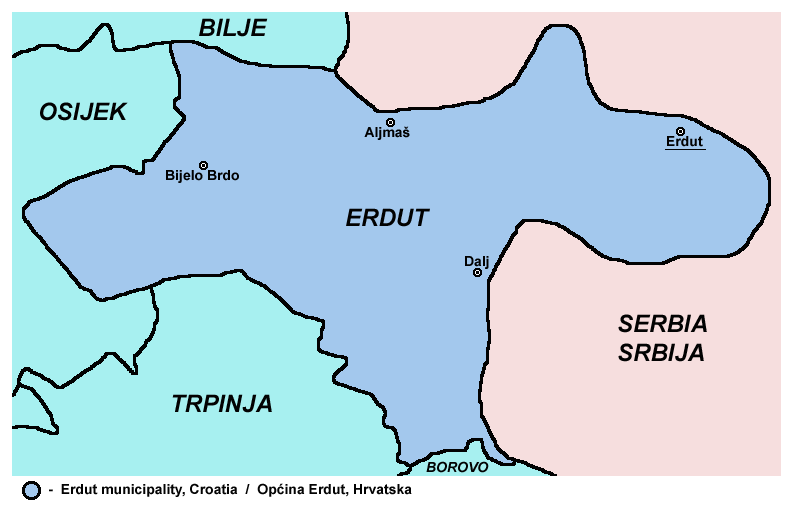

Erdőd (horvátul Erdut, szerbül Ердут / Erdut, régi latin nevén Teutoburgum) falu és község Horvátország Eszék-Baranya megyéjében.

## A név eredete
A település neve magyar eredetű, ami valószínűleg arra utal, hogy magyarok alapították. Az Eröwt, Erdewd név talán erdei út melletti irtáson kialakított települést jelentett.

## A község
Erdőd község Eszéktől 30 km-re keletre, a Duna partján, részben az Erdődi-hát dombvidékén, részben a környező sík vidékeken fekszik.
A község területe 159,16 négyzetkilométer. Ebből 10 898 ha mezőgazdasági terület. Az erdőterület nagysága 2 319 ha.

### Települések
A községhez a következő falvak tartoznak:
- Almás (Aljmaš)
- Bijelo Brdo
- Dálya (Dalj)
- Erdőd (Erdut)

## Fekvése
Erdőd falu a Duna jobb partján, a folyó meanderei által körülölelt löszhalmon, Erdőd község keleti (a Vajdaság területébe „benyúló”) csücskében, az Erdődi-hát részét képező Dályi-hegység keleti lejtőin fekszik.
A falu Újerdőd településrésznél közúti határátkelővel rendelkezik Szerbia felé (a Duna-híd másik oldalán a vajdasági Gombos (Bogojevo) van). A vasúti határátkelő jelenleg nem üzemel. Az államhatár Erdőd falu körüli részének pontos helye nagyrészt vitatott.
A falu részét képezik a következő településrészek:
- Ada
- Mali Erdut
- Újerdőd/Novi Erdut
- Erdutska Skela
- Novi Prkos
- Erdutsko Orašje
- Oraški Put
- Erdődhegy/Erdutska Planina
- Podunavlje
- Stari Prkos

## Népesség

### Erdőd község
Erdőd községben a 2001. évi népszámlálás adatai alapján 3 014 háztartásban 8 417 fő él. Az átlagos népsűrűség 53 fő/négyzetkilométer. A lakosság 53,2%-a férfi és 46,8%-a nő. A község lakóinak relatív többsége (53,91%) szerb nemzetiségű. (Ennek oka főleg a legnagyobb számú népességgel rendelkező falu, a községközpont Dálya csaknem tisztán szerb többségi volta). A horvátok aránya a községben 37,03%, a magyaroké 5,13%, a németeké pedig 0,27%.

### Erdőd falu
Erdőd falu 30,64 négyzetkilométer területen fekszik. Az átlagos népsűrűség 31 fő/négyzetkilométer. A falu 373 háztartása 964 lelket számlál.

## Története
A régészeti leletek tanúsága szerint területén már az őskorban éltek emberek. A Dályától északkeletre, légvonalban mintegy 4 km-re, a Duna északi partján található a „Stari Prkos és Kremenuša” nevű lelőhely, melyet az északi oldalán a vasút és a Dálya - Erdőd út határolja. A lelőhely első leleteit még 1902-ben találták. A környező mezőkön kerámia, csontok, kőeszközök és fegyverek töredékeinek számos felszíni darabja került elő, melyeket a szakemberek a bronzkorra és a vaskorra datáltak. Ugyancsak sok őskori leletet találtak a falutól északkeletre a Duna mentén húzódó dombsoron, a „Veliki Varod, Mali Varod i Žarkovac” nevű lelőhelyen. A dombsor első tagja Mali Varod, melytől Veliki Varod délkeletre, Žarkovac pedig délnyugatra található. A dombok felszínén talált őskori urna egy ősi nekropolisz létezését jelzi. A fém- és kerámialeletek, melyek a közép- és késő bronzkorhoz tartoznak, ma a Szlavóniai Múzeumban és a zágrábi Régészeti Múzeumban találhatók. A Veliki Varod nevű dombon a kőrézkortól a vaskorig folytonosan lakott település volt, amelyre a kora bronzkori Vučedoli és kora vaskori Hallstatti kultúra kerámiáinak felszíni leleteiből következtettek.
A település plébániáját már III. Béla királynak egy 1173 és 1196 közötti időszakban kelt oklevele említi „ecclesia Sancti Regis de Erdeud” alakban. Ebben a király körülírja a „Zund” nevű birtok határait. A települést magát az írott források először Erdödként, 1335-ben említik. Egy 1472-es híradásban már „Castelum Erdeed”ről, azaz Erdőd váráról olvashatunk.
Az okiratok a 15. században a titeli prépost és az alsólindvai Bánffy család tulajdonában említik az erdődi birtokot. 1552 és 1687 között török uralom alatt állt. A török kiűzése után katonai igazgatás alá, majd a bécsi udvari kamarához került.
VI. Károly király 1730-ban más szlavóniai falvakkal együtt elajándékozta Johann Baptist Maximilian kamarai tanácsosnak, Zuan bárójának. Az így létrejött hatalmas uradalomnak a székhelye Erdőd lett. Felesége közvetlenül halála előtt (1746-ban vagy 1747-ben ) eladta a birtokot Pálffy János nádornak, akinek 1785-ig állt a tulajdonában. Az akkor bácskai falvakat is magában foglaló erdődi birtokot Adamovich Kapisztrán I. Iván vette meg. A 19. század második felében Cseh Ervin Szerém vármegyei ispán Erdőd társtulajdonosa lett. A második világháborút követő államosításig a birtokok már Cseh Irénke tulajdonában voltak.
Erdődnek 1910-ben 1 779 horvát, magyar, szerb és német lakosa volt. A trianoni békeszerződésig Verőce vármegye Eszéki járásához tartozott.
Az 1991-től 1995-ig tartó horvátországi háborúban – Szlavónia többi, szerbek által megszállt részéhez hasonlóan – Erdődről is elűzték a horvát lakosság nagy részét. A menekültek házaiba szerbek költöztek. Ebben az időszakban semmisült meg az (azóta újjáépített) római katolikus templom is. A hírhedt szabadcsapat-vezér, Željko Ražnatović, becenevén Arkan Erdődön állította fel kiképzőtáborát és központját.
1995. november 12-én itt írták alá a Horvátországi háborút (és ezzel a délszláv háborúkat) véglegesen lezáró ún. erdődi egyezményt. Ennek a dokumentumnak értelmében került vissza 1998-ban Kelet-Szlavónia (benne az erdődi község is) és Baranya horvát igazgatás alá.

## Gazdaság
Az erdődi község gazdasága a földművelésen, szőlőtermesztésen és borkészítésen, állattenyésztésen, gyümölcstermesztésen, építőiparon, kereskedelmen és vendéglátáson alapul.

## Közlekedés
Erdőd község Újerdőd településrészén halad keresztül az Eszéket Zomborral összekötő, 213-as számú főút, valamint itt van a Gombos (Szerbia) felé vezető határátkelőhely is.

### Az erdőd-gombosi Duna-híd
Erdőd és a Dunán átellenben fekvő (ma Szerbiához tartozó) Gombos között régóta van kapcsolat. 1910-ig gőzkomp szállította a Budapest-Bosanski Brod-vasútvonalon közlekedő szerelvények kocsijait (mégpedig egyszerre öt személyszállító kocsit vagy hét-nyolc vagont). Akkor vasúti hidat kapott a két település. Ezt 1941-ben felrobbantották. Hat évig ismét csak komp közlekedett, majd vasúti-közúti vegyes használatú hídként építették újjá. Az 1980-as évek elején külön közúti híd épült. 1999 áprilisában a NATO a szerbiai háborújának keretén belül mindkét hidat lebombázta. A közlekedés a közúti hídon még ugyanabban az évben újraindult, a vasúti híd azonban máig sem üzemel.

## Nevezetességei
Erdőd határában, a Duna fölé magasodó dombon áll a híres, 15. század végén, téglából épült vár. Egyik, kör alakú, az itáliai reneszánsz épületeket idéző tornya csaknem teljesen eredeti állapotában fennmaradt. A másik, négyzetes tornyot 1891-ben az Adamovich – Cseh család sírboltjának alakították át. E célból jelentősen átépítették, falába pedig a család egyesített címerét faragták. 
A faluban álló, hatalmas borospincét rejtő, de egyébként nem túl impozáns Adamović-Cseh-kastély az uradalom központja volt. Hosszan elnyúló, földszintes épület, de a nyugati szárny egyemeletes. Építését több szakaszban végezték. A keleti szárny a borospincével az 1870-es években épült, míg a második ütem a nyugati szárny a kétszintes résszel és sokszögű toronnyal az 1890-es években készült el. Déli oldalán egy kis késő historikus stílusban kialakított park található. A homlokzatot téglalap alakú ablaknyílások tagolják, a falfelület további tagoltságát pedig a sarokpilaszterekkel érték el. Bár az eredeti elrendezést a borospince kivételével a későbbi átalakítások megváltoztatták, az egész komplexum megőrizte a historikus-neoromantikus hangulatát.
A Mindenszentek titulust viselő katolikus templom 1991-1992-ben a harcokban megsemmisült, de 2005-ben újjáépítették. A Szent Gábriel arkangyal nevét viselő ortodox templomot 2003 és 2005 között restaurálták.

## Érdekességek
- Az 1995. évi erdődi egyezmény aláírásának napját (november 12.). a "község napjává" nyilvánították.
- Az erdődi községben, az Erdődi-hát északi lejtőin lévő szőlőhegyekben húzódik a (Dálya faluhoz tartozó) Dályhegy településrész, amely szigetszerű, csaknem tisztán magyar lakosságú tömböt alkot.
- Az erdődi község területe híres borvidék. Az itt található legnagyobb, 75 ezer liter térfogatú, 150 éves tölgyfából készített hordó a Guinness Rekordok Könyvébe is bekerült.